# Goldfinger (film)
Goldfinger – trzeci film wytwórni EON Productions z serii 007. W rolę Jamesa Bonda wcielił się ponownie Sean Connery. Film opowiada o pojedynku agenta 007 z tytułowym Goldfingerem, przemytnikiem złota, mającym na celu zajęcie Fort Knox.
Zdjęcia kręcono w amerykańskich stanach Floryda (Miami) i Kentucky (Fort Knox), w Anglii (m.in. Londyn, Stoke Poges w hrabstwie Buckinghamshire) oraz w Szwajcarii (Andermatt w kantonie Uri, zakłady Pilatus Aircraft w Stans w kantonie Nidwalden).
Piosenkę tytułową wykonała Shirley Bassey. Film otrzymał Oscara za najlepsze efekty dźwiękowe.

## Fabuła
James Bond, wypoczywający w hotelu w Miami, dostaje od M nowe zadanie, a mianowicie ma obserwować niejakiego Goldfingera, jubilera, który ponoć przemyca złoto, a następnie sprzedaje je na różnych rynkach, pieniądze zaś umieszcza w bankach na całym świecie. Goldfinger regularnie ogrywa pewnego gościa w karty. Bond wkrada się do apartamentu Jill Masterson, która przez radio wyjawia Goldfingerowi karty przeciwnika. 007 uniemożliwia kanciarzowi korzystanie z radia, następnie uwodzi Jill. Po wspólnie spędzonym popołudniu w apartamencie Bonda agent zostaje pozbawiony przytomności, a w tym czasie dziewczyna ginie pomalowana złotą farbą. Następnie Bond spotyka się z Goldfingerem na partyjce golfa. Agent w sprytny sposób ogrywa przeciwnika wprowadzając go w złość. W tym też czasie poznajemy ochroniarza Oddjoba. Bond kontynuuje śledztwo w Genewie. Tam poznaje siostrę zamordowanej Jill, Tilly Masterson, która początkowo nie ujawnia swojej tożsamości. Wkrótce zostaje zabita przez Oddjoba. Bondowi udaje się przeżyć dzięki podsłuchanym wcześniej rozmowom Goldfingera z zagranicznymi gangsterami. 
007 zostaje przewieziony do siedziby Goldfingera w USA. W trakcie lotu poznaje piękną Pussy Galore – pilota, który pracuje dla Goldfingera. W posiadłości przebiegłego jubilera Bond dowiaduje się, że Goldfinger planuje kradzież złota z Fortu Knox. Zamierza zabić wszystkich służących tam żołnierzy za pomocą niewidzialnego gazu „Delta-9”, który ma zostać rozpylony przez Pussy i jej grupę. Wkrótce wielu zagranicznych gangsterów ginie za sprawą gazu „Delta-9”, a jeden z nich zostaje zmasakrowany prasą mechaniczną. Później jednak okazuje się, że Goldfinger nie planuje kradzieży złota, lecz zamierza podłożyć w forcie bombę, która spowoduje skażenie amerykańskich zasobów złota, przez co wartość kruszcu należącego do niego wzrośnie wielokrotnie. Bond jednak uwodzi Pussy, która dowiedziawszy się o planach swojego pracodawcy zamienia butle z gazem. Goldfinger nieświadomy niczego wkracza do fortu, gdzie zastawiono na niego pułapkę. Żołnierze jednak nie do końca spełniają swoje zadanie i bomba zostaje rozbrojona. W trakcie potyczki Bond zabija Oddjoba. Goldfinger ucieka. Chowa on się w samolocie, którym ma lecieć Bond. W czasie potyczki w lecącym samolocie pistolet Goldfingera wystrzeliwuje, właściciel ginie, a Bond i Pussy katapultują się na malutką wysepkę.

## Produkcja
Producenci postanowili tym razem zainwestować dużo więcej niż zwykle w film o Bondzie. W porównaniu z poprzednikami, film miał dużo większy budżet. Postawiono także na gadżety. Sean Connery dostał za rolę pół miliona dolarów. Zaczęto kompletować obsadę i wybierać lokacje. Zdecydowano się na prace na planie w Ameryce gdyż tam, rozgrywa się duża część powieści, Anglię oraz Szwajcarię. Scenarzyści zdecydowali by czołówka sprzed napisów początkowych nie miała związku z fabułą filmu. Do roli Goldfingera wybrano Niemca, Gerta Fröbe. Wszystkie jego kwestie zostały zdubbingowane, ponieważ nie znał języka angielskiego. Po skompletowaniu obsady, zdjęcia ruszyły 20 stycznia 1964 roku. Ekipa rozpoczęła pracę w Miami. Kręcono tam ujęcia bez głównych aktorów, głównie plenery, krajobrazy oraz otoczenie hotelu Fontainbleu. Z Florydy filmowcy powrócili do Anglii, gdzie w Pinewood i okolicach, nakręcono niemal cały materiał filmowy łącznie ze scenami w specjalnie na tę okazję wybudowanej na terenie studia replice Fortu Knox. Sean Connery dołączył do ekipy w Pinewood, nie był wcześniej w Miami. Z początkiem lata, ekipa wyruszyła do Szwajcarii, gdzie kręcono sceny jazdy Bonda Astonem Martinem, oraz plenery. 21 lipca 1964 roku zakończyły się zdjęcia do filmu Goldfinger. Premiera światowa miała miejsce 17 września 1964 roku.

## Obsada
- Sean Connery – James Bond
- Honor Blackman – Pussy Galore
- Gert Fröbe – Auric Goldfinger

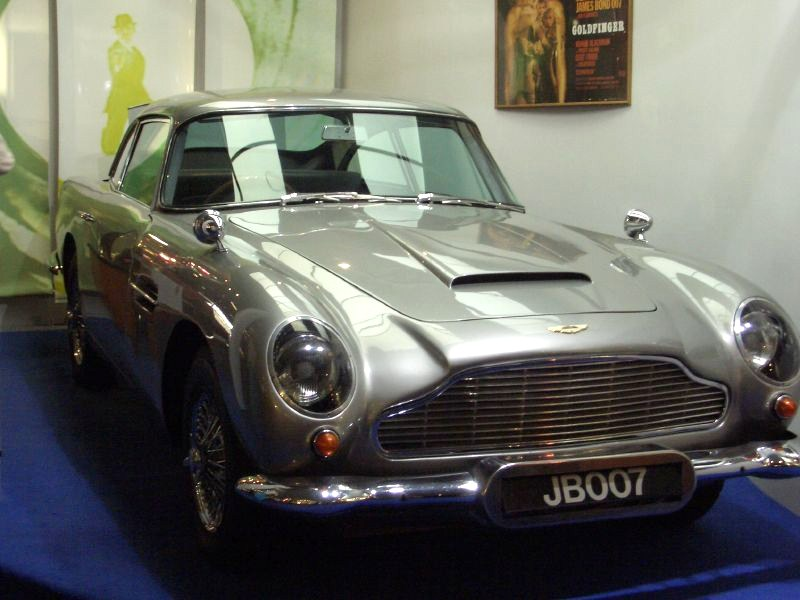
Aston Martin DB5 – takim autem porusza się Bond; w filmie wykorzystano dwa egzemplarze tego modelu, jeden z nich nie miał gadżetów

- Michael Collins – Auric Goldfinger (głos)
- Cec Linder – Felix Leiter
- Harold Sakata – Oddjob
- Michael Mellinger – Kisch
- Bernard Lee – M
- Lois Maxwell – Panna Moneypenny
- Desmond Llewelyn – Q
- Shirley Eaton – Jill Masterson
- Nikki van der Zyl –
  - Jill Masterson (głos),
  - Bonita (głos)
- Burt Kwouk – pan Ling
- Tania Mallet – Tilly Masterson / Tilly Soames
- Martin Benson – pan Solo
- Bill Nagy – Jed Midnight
- Hal Galili – Jack Strap
- Austin Willis – Simmons
- Richard Vernon – płk Smithers
- Peter Cranwell – Johnny
- Mai Ling – Mei-Lei
- Margaret Nolan – Dink
- Nadja Regin – Bonita
- Alf Joint – Capungo